# Jezioro Racze (gmina Stare Czarnowo)
Jezioro Racze (pot. Jezioro Rakowe) – jezioro na Równinie Pyrzyckiej, położone w województwie zachodniopomorskim, w powiecie gryfińskim, w gminie Stare Czarnowo, na południe od wsi Stare Czarnowo.
Jezioro Racze jest pozostałością zatoki dawnego wielkiego akwenu tzw. Zastoiska Pyrzyckiego zwanego Pramiedwiem, które powstało wskutek obniżenia lustra wody Pramiedwia o 2,5 m.